# Château de Chamelet
Le château de Chamelet est une ancienne  forteresse, du XIIIe siècle, dont les vestiges se dressent sur la commune de Chamelet, dans le département du Rhône en région Auvergne-Rhône-Alpes. Tout comme Oingt ou Ternand, Chamelet se résumait au Moyen Âge à un château-fort, protégeant les habitations qui avaient trouvé refuge derrière ses remparts.

## Situation
Les vestiges du château de Chamelet sont situés dans le département français du Rhône sur la commune de Chamelet, sur un promontoire, au plus haut du village, à l'extrémité de l'éperon dominant la vallée de l'Azergues, non loin de l'église.

## Histoire
Au début du XIIe siècle, la châtellenie de Chamelet est cédée par Guigues d'Albon à Guichard III de Beaujeu. Vers 1193, Guichard IV de Beaujeu prête l'hommage lige à l'archevêque de Lyon pour ses terres de Chamelet.
Chamelet revêt une importance considérable dans la protection de la région et sera très vite l'une des sept places fortes stratégiques du Beaujolais. À une époque où les grandes puissances régionales (le comte de Forez, l'Église de Lyon et les sires de Beaujeu) s'entre-déchiraient, la vallée d'Azergues constituait une voie de communication est-ouest que les sires de Beaujeu avaient tout intérêt à contrôler. Même si les seigneurs d'Oingt (proches des Beaujeu et rapidement vassaux de l'Église de Lyon), qui contrôlaient le bas de la vallée, n'étaient pas des personnages belliqueux, Chamelet représentait à la fois un verrou de premier plan et un poste avancé dans la défense de la seigneurie de Beaujeu.
En 1228 Humbert de Beaujeu en rend hommage au comte de Forez.
À partir de 1374, Jean de Nagu (-1410) est nommé châtelain de Chamelet par Antoine, sire de Beaujeu, son fils, Édouard, revient sur la décision de son père et vend l'office de châtelain à Louis de Sancerre, mais Jean de Nagu résiste et conserve son office ; Le fils de Jean, Louis de Nagu, chevalier, lui succède.
En 1400, Édouard meurt sans enfant ; son héritage revient à son oncle Guillaume (-1406). Le fils et successeur de Guillaume, Édouard, épouse en 1430 Jacqueline, dame de Lignières. Leur fils et successeur Jacques, baron de Lignières, épouse Jacqueline Juvenal des Ursins.
En 1492, Pierre II de Bourbon, Duc de Bourbon et comte du Beaujolais, y nomme Pierre d'Oliphant comme capitaine-châtelain. Les Oliphant (parfois orthographié Olifant), originaires d'une grande famille du nord-est de l'Écosse  portent "de gueule à trois croissants d'argent" (Ces armoiries sont encore présentes à l'intérieur de l'église). 
C'est probablement à un archer de la garde écossaise du Roi Charles VII que l'on doit ici la présence et l'implantation de cette famille, proche des ducs de Bourbon. En récompense de ses bons et loyaux services, Pierre recevait la châtellenie  en cadeau de son mariage avec Catherine de Bourbon, fille de Pierre de Bourbon (demi-frère du duc Pierre II) qui fut lui-même capitaine-châtelain de la forteresse de Billy (Allier) et du Bois d'Oingt (Rhône), et donc petite-fille du duc Charles 1er. On voit bien, encore ici, le rôle stratégique qui était celui de Chamelet dans la défense du Beaujolais.
En 1547, Philibert, baron de Lignières, fils et successeur des précédents, qui avait épousé Catherine d'Amboise, décède sans enfant ; la châtellenie devient dès lors une possession de la Maison de France. Dans la seconde moitié du XVIIIe siècle, Bénigne Burtin de Vaurion est châtelain de Chamelet.

## Armoiries
- Nagu: d’azur avec trois losanges rangés d’argent.
- Oliphant (ou d'Olifant): de gueule à trois croissants d'argent.

## Description
De la construction féodale d'origine, il subsiste le donjon carré, surnommé Donjon des Sarrazins, une tour et des remparts.

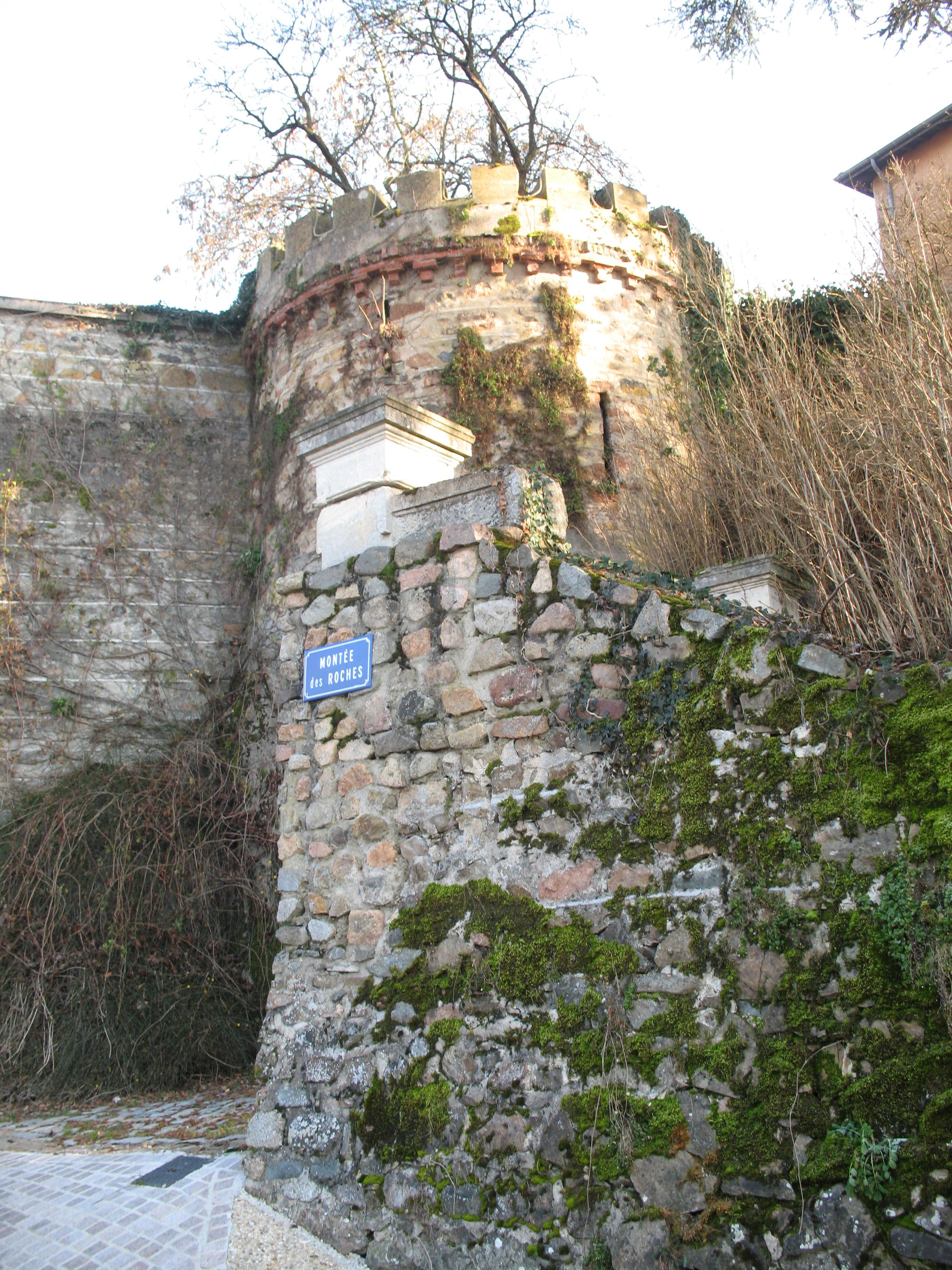
Tour
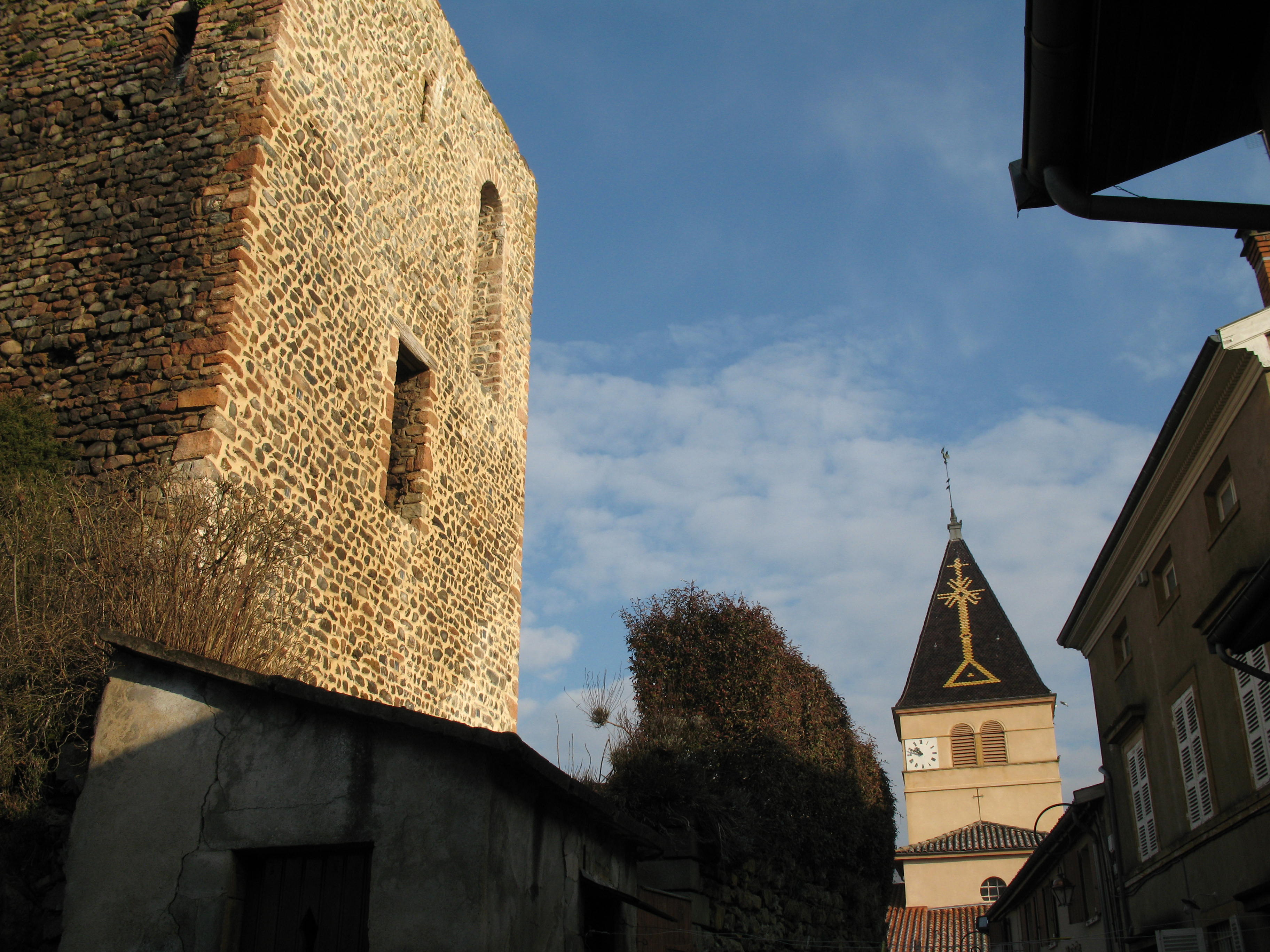
Donjon et église